# Анджело Партечипацио
Анджело Партечипацио (на латински: Agnellus Particiacus, на италиански: Agnello Partecipazio, Angelo Participazio), известен още като Агнело Бадоеро, е десетият дож на Венецианската република. Управлява от 809 до 827 г.

## Етимология на името
Анджело Партечипацио е наследник на богат род вероятно от Ераклеа, притежаващ много земи и търговски складове. По отношение на неговото име в най-ранните документи, в които то фигурира, се изписва по два начина - в завещанието на неговия син Джустиниано Партечипацио от 829 г. и в хрониката на историка от X век Йоан Дякон, то е отбелязвано като Агнело (Agnello), а в XII век е записвано като Ангело. В руския превод на „Венецианска хроника“ на Йоан Дякон то е преведено като Ангел.
Колкото до неговата фамилия тя не е изяснена - „Particiaco“ (или „Partecipazio“, както е възприета в съвременната историография) е използвана за първи път от Йоан Дякон през X-XI век, но той визира единствено неговия потомък дожа Орсо II Партечипацио (912-932), и едва по-късно тази фамилия е приписана на цялата родова линия, един от първите известни представители на която е именно Анджело Партечипацио.

## Управление
По времето, когато той е избран за дож, Венеция преживява тежък период, тъй като много от селищата във Венецианската лагуна са опожарени от току-що приключилата война с франкския крал Пипин. След подписването на мира, Венеция остава под скиптъра на Византия, чиято отдалеченост обаче благоприятства утвърждаването на местната власт. Освен това сключеният мирен договор позволява на венецианците да търгуват свободно със Запада. При Анджело започват да се секат първите венециански монети.
Възстановени са селищата около лагуната, построен е Канал Гранде, а резиденцията на дожа е преместена в Риалто. Покрай новите строежи, с които се занимава, Анджело подобно на предшествениците си, се опитва да направи поста „дож“ наследствен. Жителите на Венеция, пазейки лоши спомени от тираничното управление на предишните дожи, му назначават двама трибуни, за да попречат на неговите планове. Това не отказва Анджело, който привлича в управлението втория си син Джовани I Партечипацио, тъй като първородният Джустиниано Партечипацио е изпратен в Константинопол. Джустиниано обаче остава недоволен от този развой на събитията, връща се във Венеция и се налага Анджело да отнеме поста съ-дож на Джовани, поверявайки го на Джустиниано, а заедно с това да удовлетвори искането на Византия Джовани да бъде отпратен в Задар, тъй като неговите симпатии за профранкската партия са добре известни. На свой ред недоволен, Джовани отпътува от Задар за Ломбардия и в Бергамо се среща със западния император Лудвиг Благочестиви, от когото търси подкрепа. Не желаейки в този момент да влошава отношенията си с Константинопол, Лудвиг отказва помощта си и по искане на венецианските посланици екстрадира Джовани обратно във Венеция. След това Джовани е предаден на Константинопол, където остава като заложник.
Анджело Партечипацио умира през 827 г. и е наследен на поста от сина си Джустиниано Партечипацио.

## Семейство
Анджело Партечипацио е женен за Елена. И двамата им сина Джустиниано Партечипацио и Джовани I Партечипацио стават дожове.